# Museo de Arte de Almería
El Museo de Arte de Almería es un museo público municipal situado en la ciudad de Almería (provincia de Almería, Andalucía, España) y dedicado al Arte Almeriense Contemporáneo, desde el siglo XIX hasta la actualidad. Alberga fundamentalmente pintura y escultura. El museo se divide en dos sedes: el Museo de Arte Doña Pakyta (Arte almeriense desde 1880 hasta 1970) y el Museo de Arte de Almería - Espacio 2 (Arte almeriense desde 1980 hasta la actualidad).

## Historia

### Museo de Arte Doña Pakyta (1880-2015)
Ubicado en la conocida como "Casa vasca" o "Casa Montoya" (Plaza Emilio Pérez, 2). En la década de 1980, doña  Francisca Díaz Torres –popularmente conocida como doña Paquita– decidía donar al Ayuntamiento de Almería, para que tras su fallecimiento se transformase en centro cultural y espacio expositivo permanente, la que durante años había sido su vivienda. Un chalet de singular estética norteña, construido a partir de 1928 por el arquitecto almeriense Guillermo Langle Rubio por encargo de don Antonio González Egea, suegro de Doña Paquita.
En mayo de 2014, tras el fallecimiento de la propietaria (viuda de don José González Montoya) el chalet ubicado al final del Paseo pasaba a formar parte del patrimonio municipal y se iniciaban las labores de adaptación de las plantas baja y primera al nuevo fin del inmueble: acoger la primera sede del Museo de Arte de Almería.
Una nueva dotación cultural a través de la cual, gracias a la suma de sinergias entre el Consistorio capitalino y la Fundación de Arte Ibáñez Cosentino, el visitante tendrá la oportunidad de disfrutar de una amplia panorámica del arte almeriense, desde la década de 1880 hasta la de 1970.
La colección permanente del museo cuenta con un total de 7 salas:
Sala 1. Siglo XIX - Pintura almeriense del siglo XIX, donde encontramos obras de Antonio Bedmar, Andrea Giuliani, Carlos López Redondo, Joaquín Martínez de la Vega, José Díaz Molina o Manuel Luque, entre otros.
Sala 2. Realismo y Academicismo - Sala dedicada al arte almeriense de las primeras décadas del siglo XX. Encontramos pintura y escultura de Juan Cristóbal, Ángel de la Fuente, Pedro Antonio Martínez Expósita, Moncada Calvache o José Gómez Abad.
Sala 3. Vanguardias Internacionales - Sala dedicada a los artistas almerienses  Ginés Parra, Federico Castellón y Eduardo Cruz.
Salas 4, 5 y 6. Movimiento Indaliano - Las salas de la planta superior están dedicadas al conocido como Movimiento Indaliano, movimiento de vanguardia nacido en Almería a partir de 1945 y conformado por los artistas almerienses Jesús Pérez de Perceval y del Moral, Antonio López Díaz, Francisco Capuleto, Luis Cañadas, Francisco Alcaraz, Miguel Cantón Checa y Miguel Rueda.
Sala 7. Órbita de los Indalianos - Artistas vinculados al Movimiento Indaliano, como Miguel Martínez, Pituco, Carmen Pinteño, Paquita Soriano, Antonio Robles Cabrera o Bartolomé Marín, entre otros muchos.
Además el museo cuenta desde 2023 con dos espacios dedicados a Exposiciones Temporales: Sala Camina y Sala B.

### Antecedentes del Espacio 2: El CAMA - Centro de Arte Museo de Almería (1998-2015)
El antiguo CAMA, hoy llamado Espacio 2, ocupaba dos edificios conectados entre sí. Uno de ellos es un claro ejemplo de arquitectura contemporánea, un interesante edificio racionalista, de líneas limpias, distribuido en torno a un patio de luces central.
El otro es un antiguo chalet de estilo neomudéjar levantado en 1927 por el arquitecto almeriense Guillermo Langle Rubio. Bombardeado en 1937 y saqueado durante la Guerra Civil, dirigió su reforma el mismo arquitecto en 1943. En el quedó instalado el Preventorio Infantil del Niño Jesús, que funcionó como sanatorio para niños tuberculosos entre 1945 y 1965.
En la década de 1990 se lleva a cabo la demolición de las galerías para enfermos del antiguo preventorio y la construcción del nuevo edificio. Dependiente del ayuntamiento de Almería, el CAMA fue inaugurado en 1998, dedicándose su primera exposición al artista catalán Joan Miró. El centro no contaba con una colección permanente, realizándose tan solo exposiciones temporales de Arte Contemporáneo. 
El CAMA experimentó en los últimos años un incremento en la variedad de sus actividades, habiéndose celebrado desde 2006 más de 25 eventos culturales fundamentalmente exposiciones pictóricas de artistas como Francisco de Goya, Joaquín Sorolla, Rafael de Penagos, José Guerrero, Daniel Vázquez Díaz, Joaquín Peinado o Rafael Zabaleta, almerienses como Ginés Parra, Francisco Alcaraz, Pedro Antonio Martínez o Juan José Romero y contemporáneos como Muher. También hay que destacar algunas exposiciones de fotografía dedicadas a  AFAL, Masbedo o los fotógrafos almerienses Manuel Falces y José María Mellado. En cuanto a la escultura destaca la exposición dedicada al escultor Pablo Serrano.

### Museo de Arte de Almería - Espacio 2 (desde 2015)
A partir de 2015 se le cambió la denominación al centro al incorporarse al recién creado Museo de Arte de Almería, como segunda sede, siendo la primera sede el Museo de Arte Doña Pakyta. 
Desde ese momento, el Museo de Arte de Almería Espacio 2 expone una colección permanente, dedicada exclusivamente al Arte Almeriense desde la década de 1980 hasta la actualidad. En ella podemos ver pintura, escultura, grabado y fotografía.  
Sala 0. Arte Almeriense desde 1980. Obras de Carlos Pérez Siquier, Carlos Pradal y Juan de Haro. 
Sala 1. El grupo de los 80. Obras de Nané, Juan Ruiz Miralles, Pedro Gilabert, Rafael Gadea, Ginés Cervantes, Miguel Capel, Martín Pastor o Jesús de Haro, entre otros. 
Sala 2. El grupo de los 80: Abstracción. Obras de Pepe Bernal, Pedro Segura Cano, Francisco Egea Cerezuela o Toña Gómez, entre otros. Además se puede ver una escultura de Javier Huecas. 
Sala 3. Figuración y nuevos realismos. Pinturas de Abraham Lacalle, Paco de la Torre, Andrés García Ibáñez, Melchor Peropadre, Antonio Egea o César Martínez. También esculturas de Roberto Manzano y Anne Kampschulte. 
Sala 4. Fotografía Almeriense. Fotografías de Diego Vázquez Jiménez (Almería 1840 - ?), Cecilio Paniagua, Jesús de Perceval, José María Artero, José María Mellado, Jorge Rueda, Manuel Falces o Carlos Pérez Siquier, entre otros.  
Además, el "Museo de Arte de Almería - Espacio 2" cuenta con 3 espacios dedicados a Salas de Exposición Temporal: 
ARS CERÁMICA - Exposiciones temporales de cerámica 
SALA PERCEVAL - Ubicada en la Planta -1. Exposiciones temporales de mediano formato. 
PLANTA 1 - Exposiciones temporales de gran formato. 